# Hyperolius kibarae
Hyperolius kibarae es una especie de anfibios de la familia Hyperoliidae.
Es endémica de República Democrática del Congo.
Su hábitat natural incluye sabanas secas, praderas tropicales o subtropicales a gran altitud, pantanos y marismas intermitentes de agua dulce.